# Marathon (Griekenland)
Marathon of Marathónas (Grieks: Μαραθώνας) is een plaats in Griekenland, waar in 490 v.Chr. een beslissende slag bij Marathon heeft plaatsgevonden.
In de moderne tijd werd er, niet zo ver van het slagveld, een grote stuwdam gebouwd. Het water van het kunstmatige Marathonmeer moet voor een deel de stad Athene van drinkwater voorzien.
Sommige Griekse klassieke steden zijn redelijk bewaard gebleven. Van het oude Marathon echter, is niets meer over. Het is nog steeds een stadje en er wonen mensen in moderne huizen, maar de restanten uit de oudheid zijn waarschijnlijk voorgoed verloren.
Bestuurlijk is Marathon sedert 2011 een fusiegemeente in de Griekse bestuurlijke regio (periferia) Attica.
De vier deelgemeenten (dimotiki enotita) van de fusiegemeente zijn:
- Grammatiko (Γραμματικό)
- Marathon (Μαραθώνας)
- Nea Makri (Νέα Μάκρη)
- Varnavas (Βαρνάβας)

- Gemeinsame Normdatei: 4114984-1
- Library of Congress Control Number: n95023556
- Nationale Bibliotheek van Tsjechië: ge774595
- Nationale Bibliotheek van Israël: 987007535547005171
- Virtual International Authority File: 125646842